# 半黑九棘鳚
半黑九棘鳚（学名：Enneapterygius hemimelas）为輻鰭魚綱鲈形目三鳍鳚科九棘鳚属的鱼类，俗名半黑双线鳚。分布于台湾岛等。该物种的模式产地在所罗门群岛。